# 푸시킨 상
푸시킨 상이란 1881년에 러시아 과학 아카데미에서 알렉산드르 푸시킨의 이름을 따서 붙인 상이며, 최고의 문학 우수성을 선보인 러시아 작가에게 수여되었다. 이후 소련 당시 수상이 중단되었지만 1989년 함부르크 알프레트 퇴퍼 재단에서 복원하였다.

## 상을 받은 시인들
- 이반 부닌 (1870–1953)
- 안톤 체호프 (1860–1904)
- 페르디난드 데 라 바르트 (1870–1915)
- 니콜라이 홀로드코프스키 (1858–1921)
- 콘스탄틴 스타뉴코비치 (1843–1903)
- 올레그 추혼체프 (1938–)
- 예브게니 레인 (2003–)